# Порритт, Тревор
Тревор Порритт (англ. Trevor Porritt, 24 мая 1961, Виннипег, Канада) — канадский хоккеист (хоккей на траве), полевой игрок. Участник летних Олимпийских игр 1984 и 1988 годов, двукратный чемпион Панамериканских игр 1983 и 1987 годов.

## Биография
Тревор Порритт родился 24 мая 1961 года в канадском городе Виннипег.
Начал заниматься хоккеем на траве в 1967 году — с игрой его познакомил отец Питер Порритт, который руководил оргкомитетом хоккейного турнира Панамериканских игр в Виннипеге.
В 1973—1980 годах играл за юношескую команду Манитобы, был капитаном команды. В 1976—1991 годах (за исключением сезона-88) выступал за главную команду Манитобы.
В 1980 году дебютировал в составе сборной Канады в турне по Великобритании и Ирландии.
В 1984 году вошёл в состав мужской сборной Канады по хоккею на траве на летних Олимпийских играх в Лос-Анджелесе, занявшей 10-е место. Играл в поле, провёл 7 матчей, забил 1 мяч в ворота сборной Малайзии.
В 1988 году вошёл в состав мужской сборной Канады по хоккею на траве на летних Олимпийских играх в Сеуле, занявшей 11-е место. Играл в поле, провёл 7 матчей, забил 1 мяч в ворота сборной Кении.
Дважды выигрывал золотые медали хоккейных турниров Панамериканских игр — в 1983 году в Каракасе и в 1987 году в Индианаполисе. На турнире 1983 года стал лучшим снайпером.

## Увековечение
В 2000 году введён в Зал спортивной славы Манитобы.